# Estação de Atocha
A estação de Atocha é um nodo de transporte da cidade de Madrid, o mais importante da Espanha, com serviços de comboios nacionais, Cercanías e Metro, situado junto à praça do Imperador Carlos V. Teve 108,6 milhões de passageiros em 2015, o que representa o maior volume de passageiros na rede ferroviária da Espanha.
Este grandioso edifício construído essencialmente em ferro e vidro, foi erigido por Alberto Palacios, um colaborador Gustave Eiffel, sendo designada na altura pela estação de Mediodía.
Nos anos 1980, a estação não tinha dimensões suficientes para acolher a chegada do comboio de alta velocidade a Espanha, pelo que, com a construção do Novo Acesso Ferroviário à Andaluzia, que se tornou a linha de alta velocidade Madrid-Sevilha, foi planeada uma grande remodelação da estação sob a direção do arquiteto Rafael Moneo. A operação, realizada entre 1985 e 1992, consistiu na construção de duas estações de grande capacidade completamente novas, a estação Puerta de Atocha, que acolheria a nova linha de alta velocidade e que se situava atrás da estação original, e a estação de Cercanías, que acolheria as linhas que prosseguem para o túnel de Castellana. A construção incluiu a ligação com o Metro de Madrid.
A estação original foi preservada e foi construído no seu interior o átrio de acesso às outras estações. Nele existe um jardim tropical que ocupa o lugar anteriormente ocupado pelas vias e os cais. Esta estufa tem cerca de 7200 plantas de 260 espécies. À frente, encontram-se lagos nos quais, ao longo do final do século XX, muitas pessoas abandonaram animais de estimação exóticos e peixes, como tartarugas, onde se encontram as plantas aquáticas.
A estação foi um dos locais onde aconteceram os atentados de 11 de março de 2004 em Madrid, juntamente com as estações de El Pozo e Santa Eugenia. Nelas explodiram as bombas dos terroristas que mataram 193 pessoas.

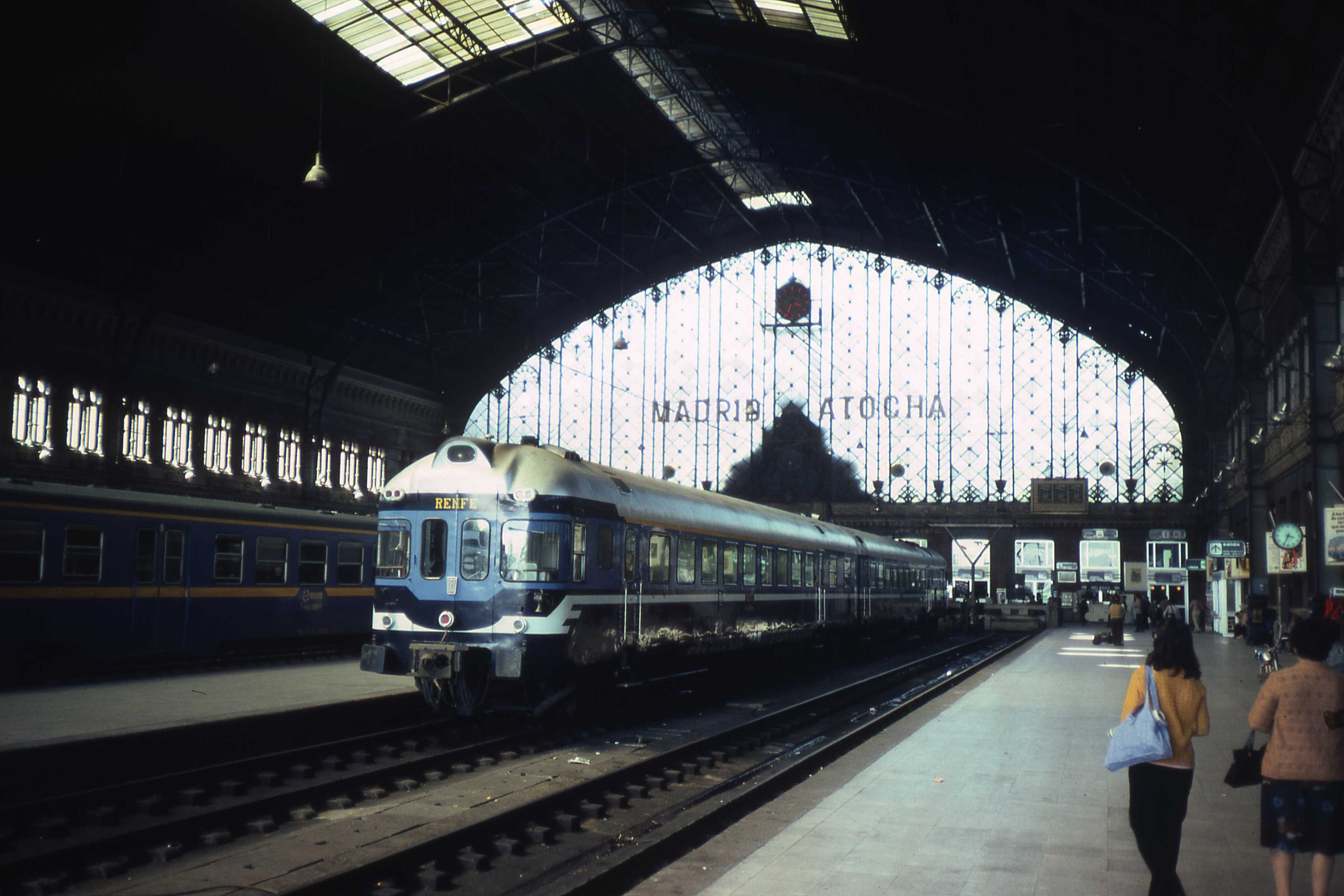
Aparência em 1981
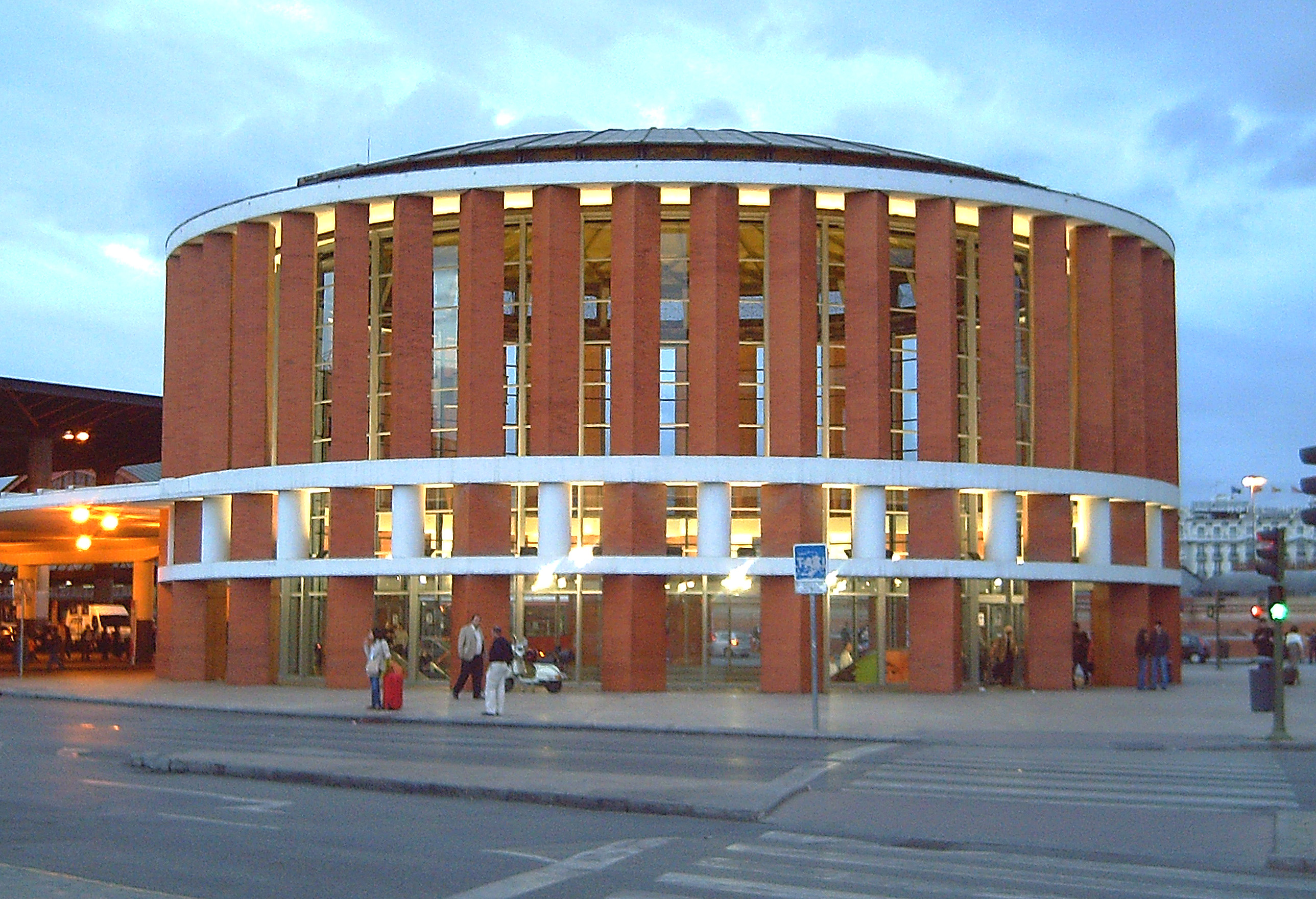
Local de ligação de todos os serviços
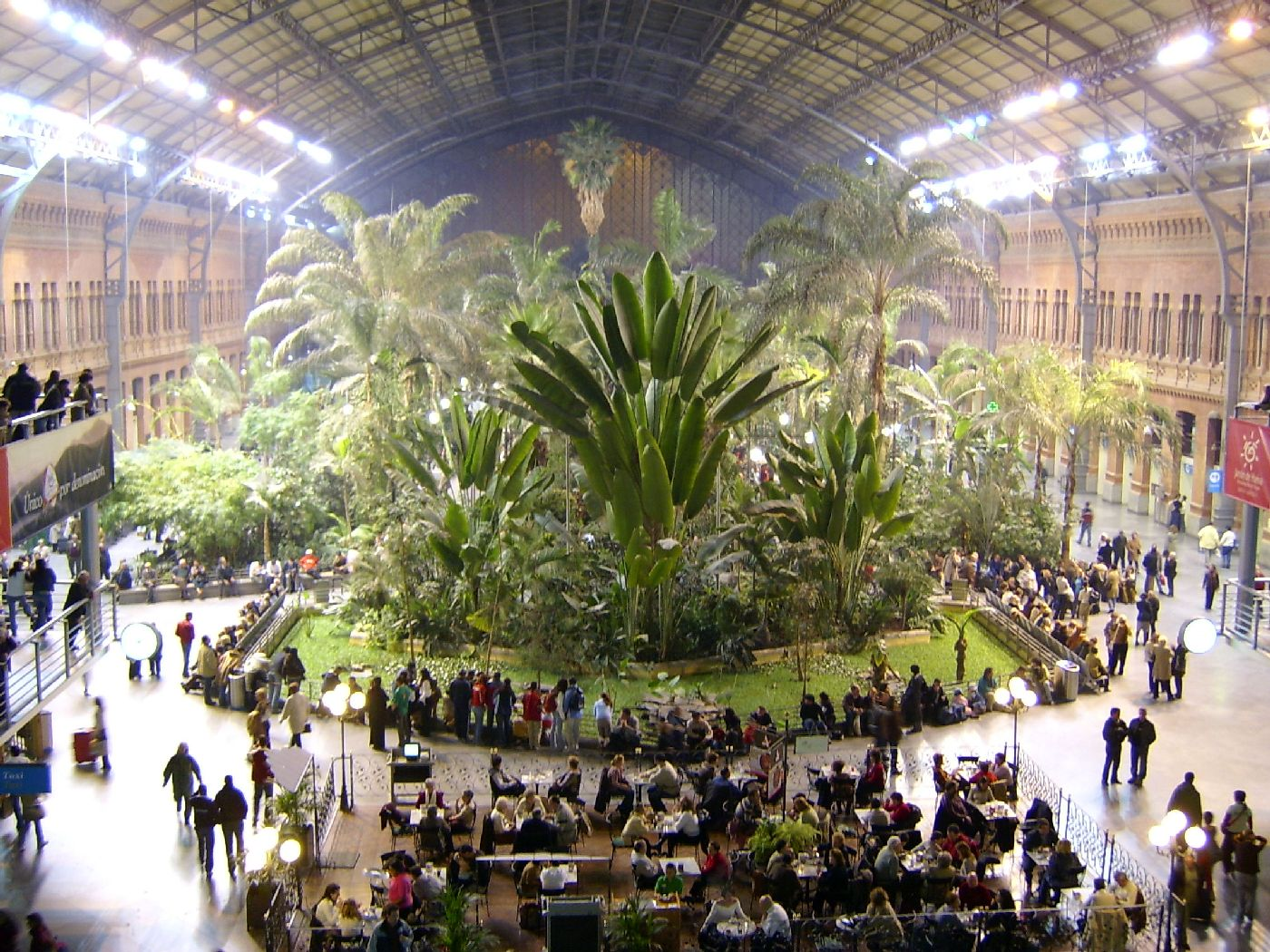
Jardim na estação histórica
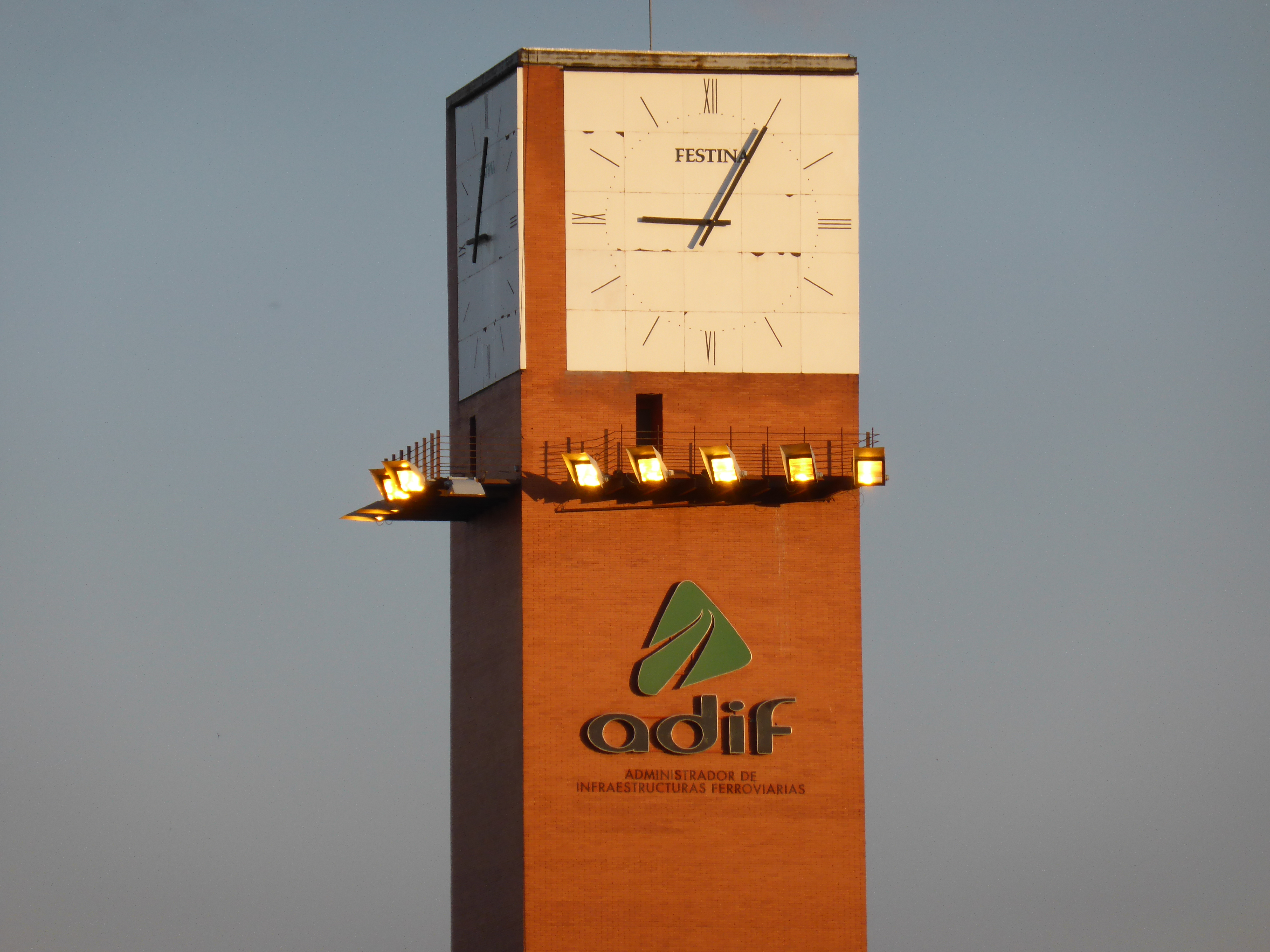
Torre do Relógio

## Comboios nacionais

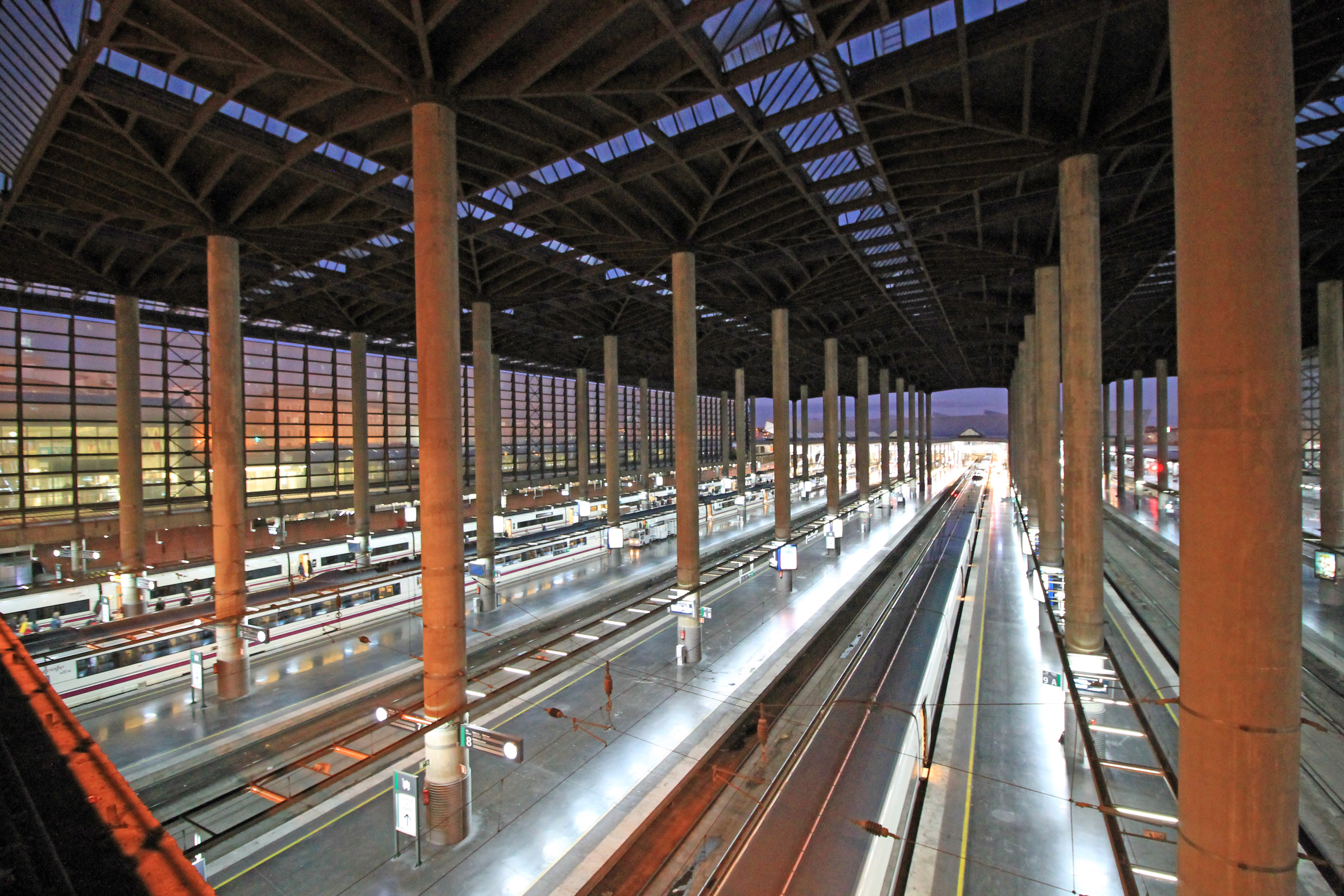
Estação de comboios

A estação de Madrid-Puerta de Atocha-Almudena Grandes é a principal estação ferroviária nacional da Espanha. Tem serviço de alta velocidade da Renfe (AVE e Avlo), Ouigo e Iryo, entre Madrid e as cidades de Sevilha, Barcelona e Málaga entre outras, com paragens em cidades intermédias. Também conta com o serviço Alvia e Intercity de longo curso e Avant de médio curso.

## Cercanías

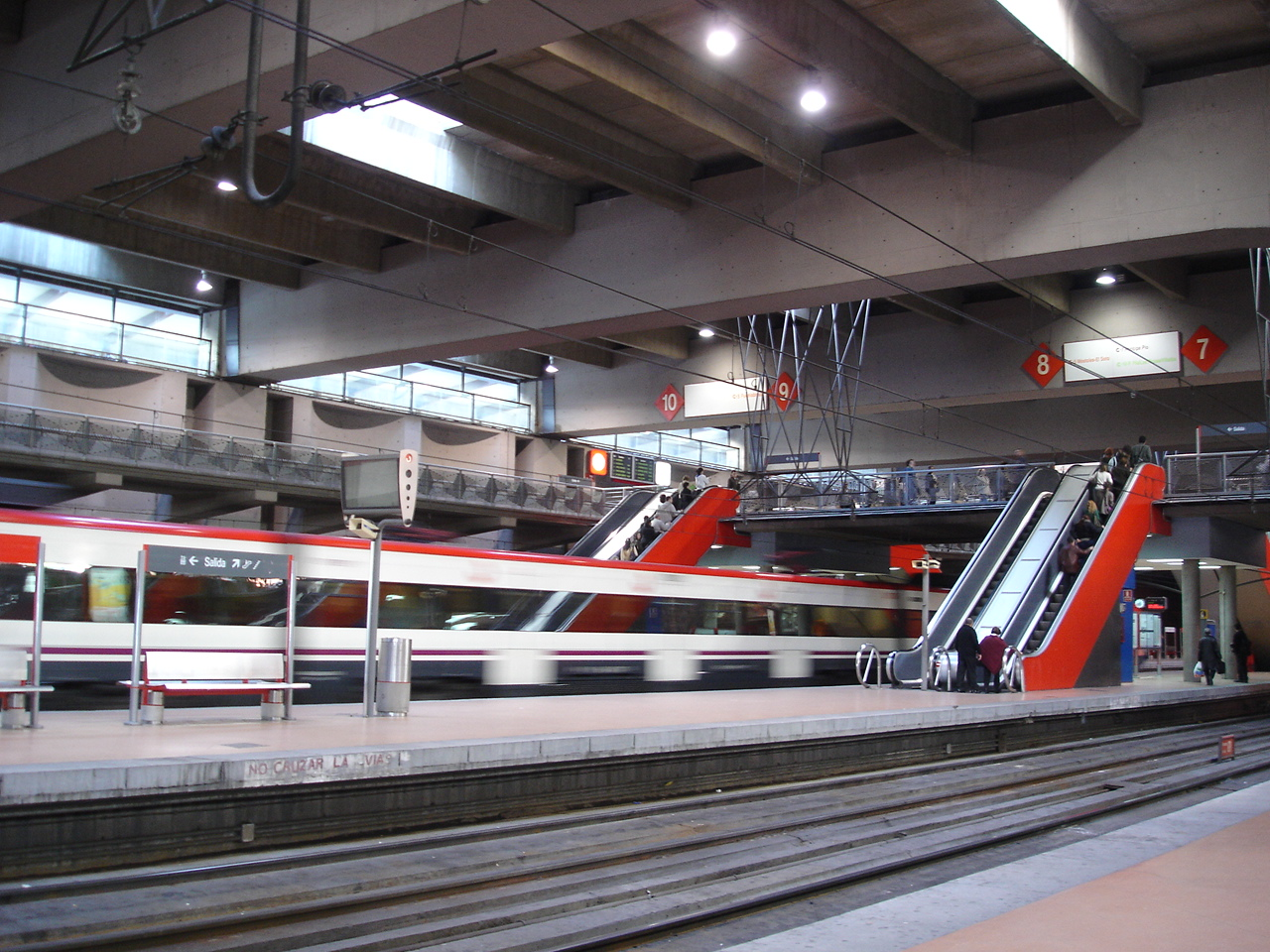
Estação de Cercanías

Atocha-Cercanías é o nome da estação mais importante da rede de Cercanías Madrid, o serviço ferroviário metropolitano da Comunidade de Madrid. Todas as linhas efetuam paragem nesta estação, à exceção da C-1 e C-9. Esta estação foi palco dos atentados de 11 de março de 2004. Funciona entre as 05:00 AM e as 12:00 PM. Além do serviço de Cercanías, também presta os serviços de longo curso da Renfe Alvia e Intercity e médio curso da Renfe Media Distancia, Regional e Regional Exprés.
O serviço Cercanías Madrid, da renfe, garante deslocações dentro da cidade de Madrid (zona 0) e para as principais localidades situadas nas zonas próximas como Fuenlabrada, Alcobendas, San Sebastián de los Reyes, Alcalá de Henares, Guadalaxara, Aranjuez, El Escorial, Villalba de Guadarrama, Parla e Móstoles. Também possibilita a conexão entre as principais estações de Madrid (Atocha, Chamartín e Príncipe Pío).

## Metro

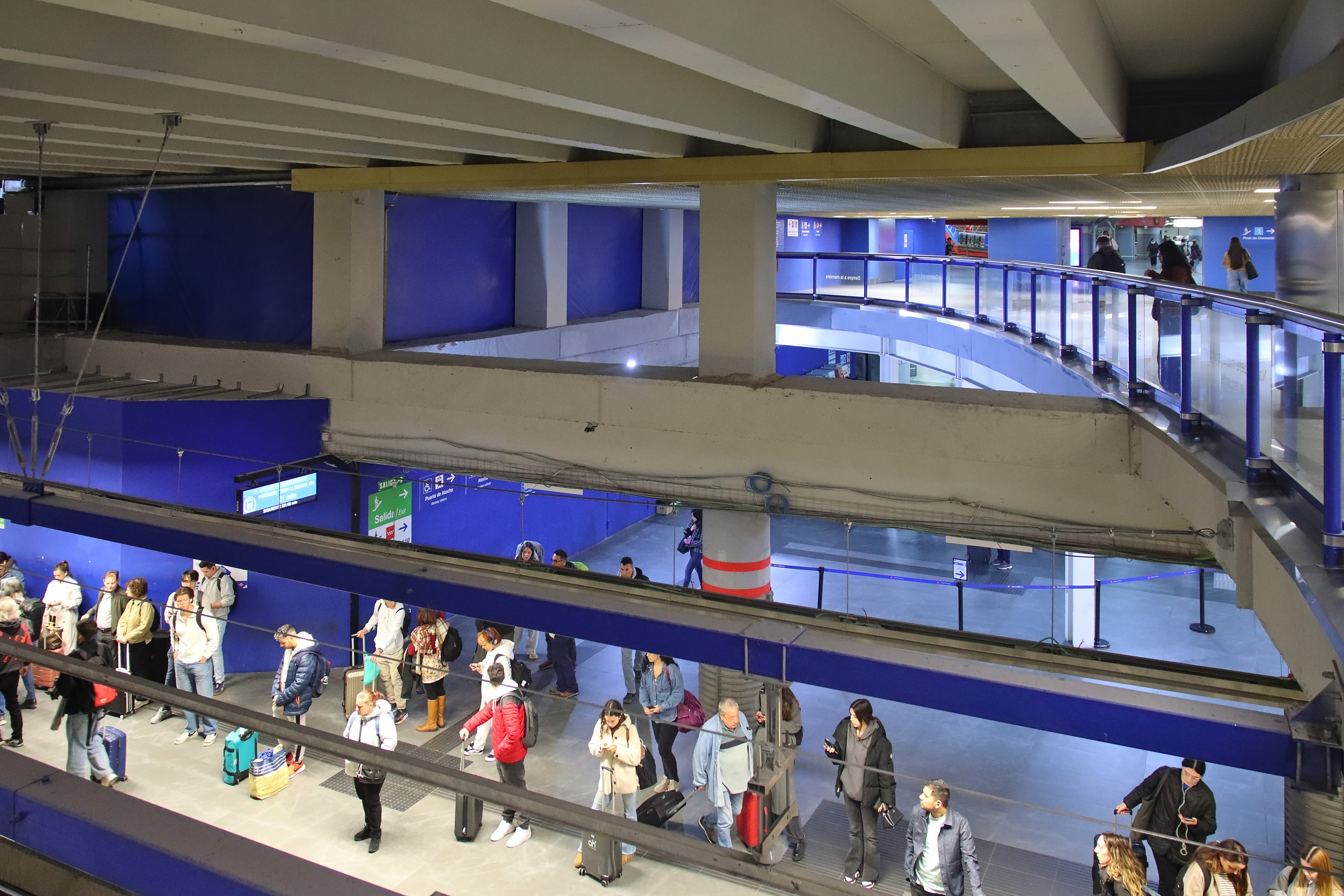
Estação de metro

Atocha é o nome da estação da Linha 1 do Metro de Madrid construída para dar serviço à estação de trem. Anteriormente chamava-se Atocha Renfe. A estação anterior, sentido Pinar de Chamartín, é Estación del Arte e a estação posterior, sentido Valdecarros, é Menéndez Pelayo. Tem acesso pelo Pº da Infanta Isabel, 11, com a rua Afonso XII, 68 (com elevador), pelo Pº Infanta Isabel, 15, e acesso subterrâneo a Cercanías.
Entrou em operação em 24 de julho de 1988 (36 anos)